# Canon antichar de 47 mm modèle 1937
A Canon antichar de 47 mm modèle 1937 egy francia gyártmányú páncéltörő löveg volt, melyet a második világháború első éveiben használtak.

## Fejlesztés
Az 1930-as években a francia tüzérség a 75 mm mle 1897 tábori löveg utódját kereste, melyet páncéltörő feladatkörre is használtak. Kielégítő páncéltörő képességei ellenére a tiszteletreméltó soixante-quinze nehéz volt és elrejtése is problémásabbnak bizonyult, mint a modern tervezésű, kisebb kaliberű páncéltörő lövegtípusoknak. A kiválasztott fegyver az állami tulajdonban lévő fegyvergyár, az Atelier de Puteaux („Puteaux fegyvergyár” vagy „APX”) tervezete volt, megjelölése pedig a canon de 47 mm semi-automatique modèle 1937 volt. Nagyon hatékony löveg volt, főleg, hogy az akkori német páncélosok páncélzata még nem volt túl vastag, de a löveg relatíve ritkának számított a franciaországi csata idejében.

## Külföldi használat
A német erők által zsákmányolt példányokat 4,7 cm PaK 181(f) megjelöléssel használták.

## Változatok
- 47 mm SA 39 TAZ - egy háromlábú állványra telepített változat, melyet 360°-ban lehetett forgatni, sorozatgyártása viszont nem valósult meg.

## Fordítás
- Ez a szócikk részben vagy egészben  a(z)   47 mm APX anti-tank gun című angol Wikipédia-szócikk ezen változatának fordításán alapul.  Az eredeti cikk szerkesztőit annak laptörténete sorolja fel. Ez a jelzés csupán a megfogalmazás eredetét és a szerzői jogokat jelzi, nem szolgál a cikkben szereplő információk forrásmegjelöléseként.